# Condado de Allen (Ohio)
El condado de Allen (en inglés: Allen County) es uno de los 88 condados del estado estadounidense de Ohio. La sede del condado y su mayor ciudad es Lima. El condado tiene una superficie de 1.054 km² (de los cuales 6 km² están cubiertos por agua), su población era de 108.473 habitantes, y la densidad de población de 1.054 hab/km² (según censo nacional de 2000). Este condado fue fundado el 1 de marzo de 1820.

## Geografía

### Condados adyacentes
- Condado de Putnam (norte)
- Condado de Hancock (noreste)
- Condado de Hardin (este)
- Condado de Auglaize (sur)
- Condado de Van Wert (oeste)